# Earth, Wind & Fire
Earth, Wind & Fire é uma banda renomada dos Estados Unidos, fundada em 1969 por Maurice White. A banda domina diferentes estilos musicais, como jazz, R&B, soul, funk, disco, pop, latina e Afro pop.

## Início
A história do Earth, Wind & Fire começa em Memphis, em 1941, onde nasce Maurice White, fundador da banda. Em plena adolescência, ele e a família mudam-se para Chicago, onde Maurice começa a trabalhar como baterista da gravadora Chess Records. Em 1967 passa a integrar o Ramsey Lewis Trio por pouco tempo, pois em 1969 ele se junta a mais dois amigos, Wade Flemons e Don Whitehead, e conseguem assinar contrato com a gravadora Capitol Records, sob o nome de "Salty Peppers". Porém Maurice achou que o nome da banda não caía tão bem, então resolveu mudar o nome de "Salty Peppers" para "Earth, Wind & Fire", nome baseado no signo de Sagitário (signo de Maurice). Na astrologia o signo de sagitário tem como elemento de regência natural o fogo, e regências sazonais a terra e o vento. Ainda em 1969 entram na banda o vocalista Sherry Scott e o percussionista Phillard Williams e, em 1970, o irmão mais novo de Maurice, Verdine, entra como baixista, tendo Michael Beale na guitarra, Chester Washington na bateria, Leslie Drayton no trompete e Alex Thomas como trombonista, — que inicialmente era o arranjador da banda — e Flemons nos vibes, piano elétrico e vocais. Já em estúdio, em 1970,  lançam o primeiro auto-intitulado disco da carreira e, em 1971, o álbum The Need of Love, que trazia o single "I Think About Lovin' You".
Após o lançamento de The Need Of Love, a banda se desmanchou, ficando apenas os irmãos White, e imediatamente após a saída dos músicos, Maurice e Verdine começaram a trabalhar numa nova formação. O primeiro membro a entrar na banda foi Jessica Cleaves, nos vocais, Ronnie Laws, no saxofone, Roland Bautista, na guitarra, Larry Dunn, nos teclados, Ralph Johnson, na percussão e Philip Bailey, nos vocais e percussão.
Com uma nova formação e uma nova gravadora, a Columbia CBS, lançam o disco Last Days and Time, que trazia canções como "Where Have All The Flowers", "Make It With You" e a canção Power, onde Maurice introduz pela primeira vez na banda, a Kalimba (instrumento musical africano), que é marca registrada do grupo até hoje. Em 1973 sai o álbum Head To The Sky, que rendeu os dois primeiros sucessos, "Evil", co-escrito por Maurice e Philip, e a faixa título "Keep Your Head To The Sky", ambos ficando entre as 30 melhores R&B. No ano seguinte, o álbum "Open Our Eyes" trazia canções como "Mighty Mighty", que ficou entre as 30 primeiras na parada pop americana, e "Devotion", que continha uma mensagem espiritual muito profunda.

## O Grande Sucesso
O sucesso internacional só veio em 1975, com a trilha sonora de That's The Way Of The World. Apesar do filme não ter feito grande sucesso, a trilha sonora, feita inteiramente pelo Earth Wind & Fire, foi um sucesso, com canções como "Shining Star", "That's The Way Of The World", "Africano" e "Reasons", que deram ao grupo o Grammy de melhor álbum de funk. No mesmo ano sai o disco Gratitude, que trazia canções como "Can't Hide Love" e "Sing A Song"; e o Earth, Wind & Fire recebe o disco de platina. Em paralelo à banda, Maurice criou a Kalimba Productions, que passou a produzir todos os discos da banda e de artistas como Deniece Williams, Barbra Streisand e bandas como The Emotions.
Em 1976 sai o álbum Spirit, que trouxe canções como "Getaway", "Imagination" e "Saturday Night". Foi a partir de Spirit que a banda passou a trabalhar mais as performances ao vivo, com lasers, efeitos de luz, violinistas, pirâmides voadoras e roupas coloridas e divertidas, que acabaram por se tornar marca registrada da banda.
Em 1977, outro grande sucesso, o álbum All'n'All, que trouxe inesquecíveis músicas, como "Jupiter", "Be Ever Wonderfull", "Love's Holiday", "I'll Write A Song For You" e "Fantasy". Nessa mesma época o Earth Wind & Fire introduziu em suas performances uma mega pirâmide que engolia a banda como num truque de mágica. 1978 foi um ano especial para a banda, pois lançaram o álbum The Best Of EW&F Vol I, que trouxe os grandes sucessos e três inéditas: "Love Music", "Got To Get You Into My Life" (música tema do filme Sgt.Pepper's Lonely Heart's Club Band) e o efêmero sucesso da disco music, "September" (produzida para uma campanha da Unicef). Em 1979, outro mega sucesso: o álbum I Am, no auge da era disco. Esse álbum trouxe canções como "In The Stone", "Let Your Feelings Show", "After The Love Has Gone" e "Boogie Wonderland".
A banda entra na década de 80 a toda força com o álbum duplo Faces. Em 1981 lançam o álbum Raise!, que levou o disco duplo de platina e trouxe músicas como "My Love", "Wanna Be With You" e "Let's Groove", e em 1983, o álbum Powerlight, de grande sucesso. Entre 83 e 86 a banda dá uma pisada no freio e uma relaxada rápida, pois em 1987 lançam o single System of Survival, que atinge o primeiro lugar na Billboard, e "Thinking Of You", que integram o disco Touch The World, do mesmo ano. Em 1988 sai o álbum The Best Of EW&F VOL II.

## Anos 90 e Atualidade
Em 30 de julho de 1993, o saxofonista Don Myrick foi baleado fatalmente pelo Departamento de Polícia de Los Angeles, em um caso de erro policial. Cinco anos mais tarde, Maurice White anunciou que ele foi diagnosticado com a Doença de Parkinson. Em 13 de outubro de 1993, o ex-Earth, Wind & Fire, membro de 1970–1972, Wade Flemmons, morreu em Battle Creek, Michigan. Em 15 de setembro de 1995, o Earth, Wind & Fire foi homenageado com uma estrela na Calçada da Fama de Hollywood. Mesmo com problema de saúde, Maurice continuou gravando e produzindo a banda, mas sem fazer turnês.. In The Name Of Love foi lançado em 1997 pela Pyramid Records. Em 2000 a banda foi incluída no Hall da Fama do Rock ‘n’ Roll. Em 2003, o EW&F foi incluído no Hollywood's RockWalk, e Maurice e Philip no Hall da Fama dos vocalistas. Em 2002 lançaram o álbum Live In Rio, gravado em 1980, no ginásio do Maracanãzinho, no Rio de Janeiro. Em 2003, colocaram no mercado o álbum The Promise, que fez grande sucesso e trouxe a música All In The Way", que entrou para a lista de clássicos da banda. Em 2004, a banda lançou o disco Illumination que foi indicado ao Grammy na categoria R&B,ô e indicada ao Soul Train Music Award. Nos últimos dois anos, a banda vem realizando shows com a banda Chicago. Em 11 de Dezembro de 2007 a banda realizou um show no prêmio Nobel da Paz, em Oslo, Noruega, junto com outros artistas, e foi transmitido ao vivo para mais de 100 países, incluindo o Brasil. Em toda a carreira, o Earth, Wind & Fire vendeu mais de 80 milhões de discos, ganhou 40 Music American Awards, 7 Grammys, além de 22 indicações ao mesmo prêmio.
As canções "September" e "Boogie Wonderland" integram a Trilha Sonora do filme francês "Intouchables", produzido em 2011  por Olivier Nakache e Éric Toledano, o mais rentável filme francês da história, estrelado por François Cluzet e Omar Sy.
Em fevereiro de 2016, o fundador da banda, Maurice White, morreu aos 74 anos, na sua casa, em Los Angeles. Ele sofria de mal de Parkinson. White revelou que sofria de Parkinson em 2000, na época em que a banda entrou no Hall da Fama do Rock, mas ele já tinha sintomas do mal desde os anos 80. Ele parou de fazer turnês com o grupo em 1995, mesmo assim o Earth, Wind & Fire continuou em atividade.

## Discografia
Álbuns de estúdio
- (1971) — Earth, Wind & Fire
- (1972) — The Need of Love
- (1972) — Last Days and Time
- (1973) — Head to the Sky
- (1974) — Open Our Eyes
- (1975) — That's the Way of the World
- (1976) — Spirit
- (1977) — All 'N All
- (1979) — I Am
- (1980) — Faces
- (1981) — Raise!
- (1983) — Powerlight
- (1983) — Electric Universe
- (1987) — Touch the World
- (1990) — Heritage
- (1993) — Millennium
- (1997) — In the Name of Love
- (2003) — The Promise
- (2005) — Illumination
- (2013) — Now, Then and Forever